# Maika Elan
Nguyen Thanh Hai (nascida em 1986), conhecida profissionalmente como Maika Elan, é uma fotógrafa freelance nascida em Hanói, Vietname. Ganhou protagonismo com o seu primeiro projeto, The Pink Choice, que se debruça sobre a vida pessoal de casais gays no Vietname. Em 2013, Maika Elan ganhou o primeiro prémio na categoria Contemporary Issues do World Press Photo com The Pink Choice e participou na masterclass Joop Swart em Amsterdam. Foi selecionada para o programa de mentores da agência fotográfica VII para o período de 2014-2016.

## Estudos
Elan frequentou a Universidade de Ciências Sociais e Humanas em Hanói e estudou Sociologia.

## The Pink Choice
Em 2010, Elan deixou de trabalhar para revistas e marcas de moda para se dedicar à fotografia documental. O projeto The Pink Choice debruça-se sobre a vida quotidiana de casais homossexuais no Vietname. Maika Ela decidiu avançar com este projeto quando percebeu a lacuna que existia sobre a representação desta temática. "Nenhuma das fotos que conhecia revelava o rosto das pessoas. Muitos eram fotografadas de costas e algumas usavam máscaras. Eram representações estereotipadas - e mesmo duras - do amor."
Maika Elan declarou que “The Pink Choice é uma série de fotografias sobre o amor em casais homossexuais, que se foca nos espaços do dia a dia, nos toques afetuosos e, mais importante, no ritmo sincronizado de amantes que partilham as suas vidas. Ao vermos as fotografias podemos não sentir a personalidade de cada pessoa, mas espero que possamos sentir o amor e o carinho. De certa forma, quis apresentar como vejo as pessoas homossexuais e não como eles se veem”.